# هيبوداموس

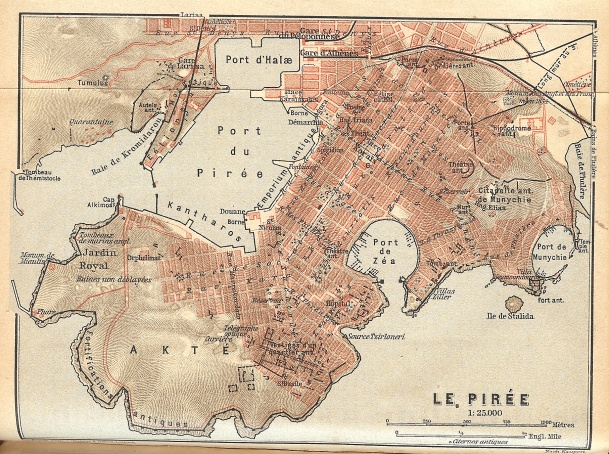
خريطة من العام 1908 توضح تصميم بيرايوس

هيبوداموس هو مهندس إغريقي عاش في القرن الخامس قبل الميلاد وولد في ميليتوس، وكان هو من أدخل النظام والتنظيم في تخطيط المدن مكان التعقيد الاختلاط. وبأوامر بريكليس أسس مدينة على ميناء بيرايوس قرب أثينا. وعندما أسس اليونانيون مدينة ثوريي في إيطاليا رافق البناة كمهندس، وبعدها في عام 408 ق م أشرف على بناء مدينة رودس الجديدة. وكانت خططه تتضمن بناء مجموعة من الشوارع الطويلة والمستقيمة تتقاطع مع بعضها بزوايا قائمة.